# Comté de Clearwater (Idaho)
Pour les articles homonymes, voir Comté de Clearwater.
Le comté de Clearwater est un comté des États-Unis situé dans l’État de l'Idaho. En 2000, la population était de 8 930 habitants. Son siège est Orofino. Le comté a été créé en 1911 et nommé en l'honneur de la rivière Clearwater. Le barrage Dworshak, troisième plus grand barrage des États-Unis, se trouve sur le comté.

## Géolocalisation
|                                   | Comté de Shoshone   |                                                          |
| Comté de Latah Comté de Nez Perce | Comté de Clearwater | Comté de Missoula, (Montana) Comté de Mineral, (Montana) |
| Comté de Lewis                    | Comté d'Idaho       |                                                          |

## Démographie
| 1920  | 1930  | 1940  | 1950  | 1960  | 1970   |
| ----- | ----- | ----- | ----- | ----- | ------ |
| 4 993 | 6 599 | 8 243 | 8 217 | 8 548 | 10 871 |

| 1980   | 1990  | 2000  | 2010  | - | - |
| ------ | ----- | ----- | ----- | - | - |
| 10 390 | 8 505 | 8 930 | 8 761 | - | - |

## Principales villes
- Elk River
- Orofino
- Pierce
- Weippe